# Diecezja Essen
Diecezja Essen (niem. Bistum Essen, łac. Dioecesis Essendiensis) – diecezja Kościoła rzymskokatolickiego w zachodniej części Niemiec, w metropolii Kolonii. Obejmuje swoim zasięgiem część Zagłębia Ruhry. Została erygowana 23 lutego 1957. Od lutego 2011 diecezja pozostaje w unii personalnej z ordynariatem polowym Niemiec po tym, jak papież Benedykt XVI mianował biskupa Franza-Josefa Overbecka ordynariuszem polowym, pozostawiając go równocześnie na dotychczasowym stanowisku biskupa diecezjalnego Essen.

## Bibliografia

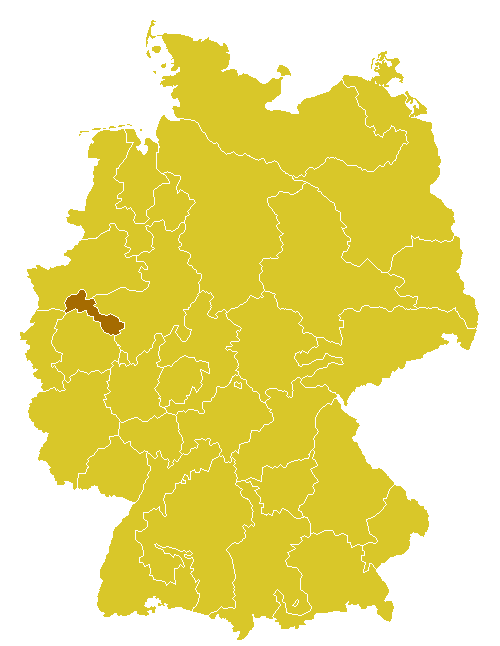
Diecezja Essen na mapie administracyjnej Kościoła katolickiego w Niemczech